# Tăng-già-mật-đa
Tăng-già-mật-đa (Sanghamitta) là con gái của A-dục vương (Asoka). sinh năm 281 TCN. Bà theo đạo Phật lúc 18 tuổi, sau đó theo người anh trai Ma-hi-đà (Mahinda) đến Tích Lan (nay là Sri Lanka) và là vị trưởng lão ni đầu tiên tại đây, thời điểm lúc đó là vào khoảng thế kỷ thứ III trước công nguyên. Sư cô cũng đem theo một cành bồ đề từ Bồ đề Đạo tràng nơi Phật thành đạo về vườn Mahamega (Đại Vân - ngày trước là ngự uyển của vua Tích Lan) để trồng mà trong sử gọi là chuyển cây "Thánh-thọ" . Đương thời vị quốc vương bản xứ là Thiên Ái Đế Tu (Devànằmpriya - Tissa) rất tín ngưỡng đạo Phật. Ngày nay vào ngày rằm tháng 11 âm lịch, Phật tử khắp nơi trong đảo quốc Sri Lanka hành lễ tưởng niệm sư cô cùng với anh trai của bà. Bà viên tịch năm 202 TCN tại Anuradhapura, Sri Lanka.